# Guarapo (film)
Pour la boisson, voir Guarapo.
Pour plus de détails, voir Fiche technique et Distribution.
Guarapo est un film espagnol réalisé par Santiago Ríos et Teodoro Ríos, sorti en 1987.

## Synopsis
Benito « Guarapo », un jeune Espagnol sans travail, émigre en Argentine, bien qu'en espagnol la langue du film l'on dise que c'est le Venezuela.

## Fiche technique
- Titre : Guarapo
- Réalisation : Santiago Ríos et Teodoro Ríos
- Scénario : Santiago Ríos
- Musique : J. J. Falcon Sanabria
- Photographie : Hans Burmann et Roberto Ríos
- Montage : José Antonio Rojo
- Production : Eduardo Campoy et Teodoro Ríos
- Société de production : Rios Producciones
- Pays :  Espagne
- Genre : Drame
- Durée : 100 minutes
- Dates de sortie : 
  -  Espagne : 1987

## Distribution
- Luis Suárez : Benito « Guarapo »
- Patricia Adriani
- José Manuel Cervino : Don Virgilio
- Juan Luis Galiardo
- Julio Gavilanes
- Yamil Omar : Parroco

## Distinctions
Le film a été nommé au prix Goya du meilleur nouveau réalisateur.